# ألكسيس-لويس ديمرز
ألكسيس-لويس ديمرز هو سياسي كندي، ولد في 23 يوليو 1825، وتوفي في 22 أكتوبر 1886. نشط حزبياً في حزب كيبيك الليبرالي. وقد انتخب عضو الجمعية الوطنية في كيبك ‏.